# Bitwa pod Ciepielówką

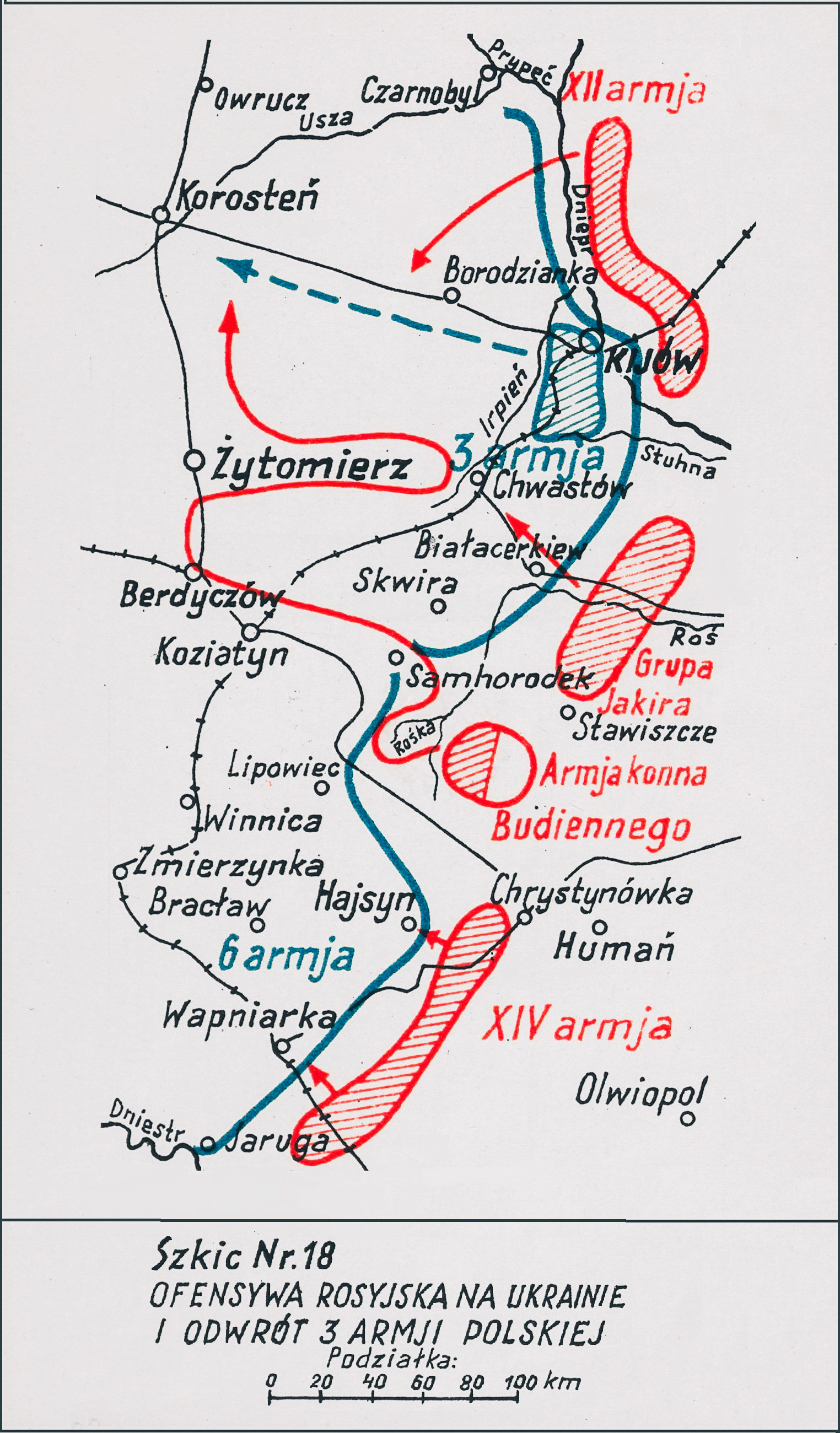
Adam Przybylski,
Wojna Polska 1918–1921

Bitwa pod Ciepielówką – walki polskiej 7 Dywizji Piechoty z oddziałami sowieckiej Grupy Jony Jakira, toczone w okresie ofensywy Frontu Południowo-Zachodniego w czasie wojny polsko-bolszewickiej.

## Geneza
Po spektakularnym sukcesie wojsk polskich na Ukrainie i zajęciu 7 maja 1920 Kijowa, front ustabilizował się na linii od Prypeci, wzdłuż Dniepru, przez Białą Cerkiew, Skwirę, Lipowiec, Bracław, Wapniarkę do Jarugi nad Dniestrem.
Armia Czerwona wykorzystała okres zastoju na reorganizację sił i przygotowanie ofensywy. W rejon działań przybyła 1 Armia Konna Siemiona Budionnego. 27 maja rozpoczęła się sowiecka ofensywa na Ukrainie. 1 Armia Konna miała uderzyć na styk polskich 3. i 6 Armii, rozbić 13 Dywizję Piechoty, wejść na tyły 3 Armii i współdziałając z 12 Armią zamknąć i rozbić ją w Kijowie. Na kierunku polskiej 6 Armii uderzenie pomocnicze wykonać miała 14 Armia, z zadaniem  opanowania rejonu Winnica-Zmierzynka.

## Walczące wojska
| Jednostka                      | Dowódca                 | Podporządkowanie |
| Wojsko Polskie                 |                         |                  |
| 7 Dywizja Piechoty             | płk Karol Schubert      | 3 Armia          |
| ⇒ 11 pułk piechoty             | mjr Aleksander Zawadzki | odwód 3 A        |
| → I/11 pułku piechoty          |                         |                  |
| → III/11 pułku piechoty        |                         |                  |
| ⇒ 26 pułk piechoty             | ppłk Emanuel Hermann    | XIII BP          |
| → II/26 pułku piechoty         |                         |                  |
| ⇒ pociąg pancerny „Paderewski” |                         |                  |
| Armia Czerwona                 |                         |                  |
| 45 Dywizja Strzelców           | Iona Jakir              | Grupa Jakira     |

## Walki pod Ciepielówką

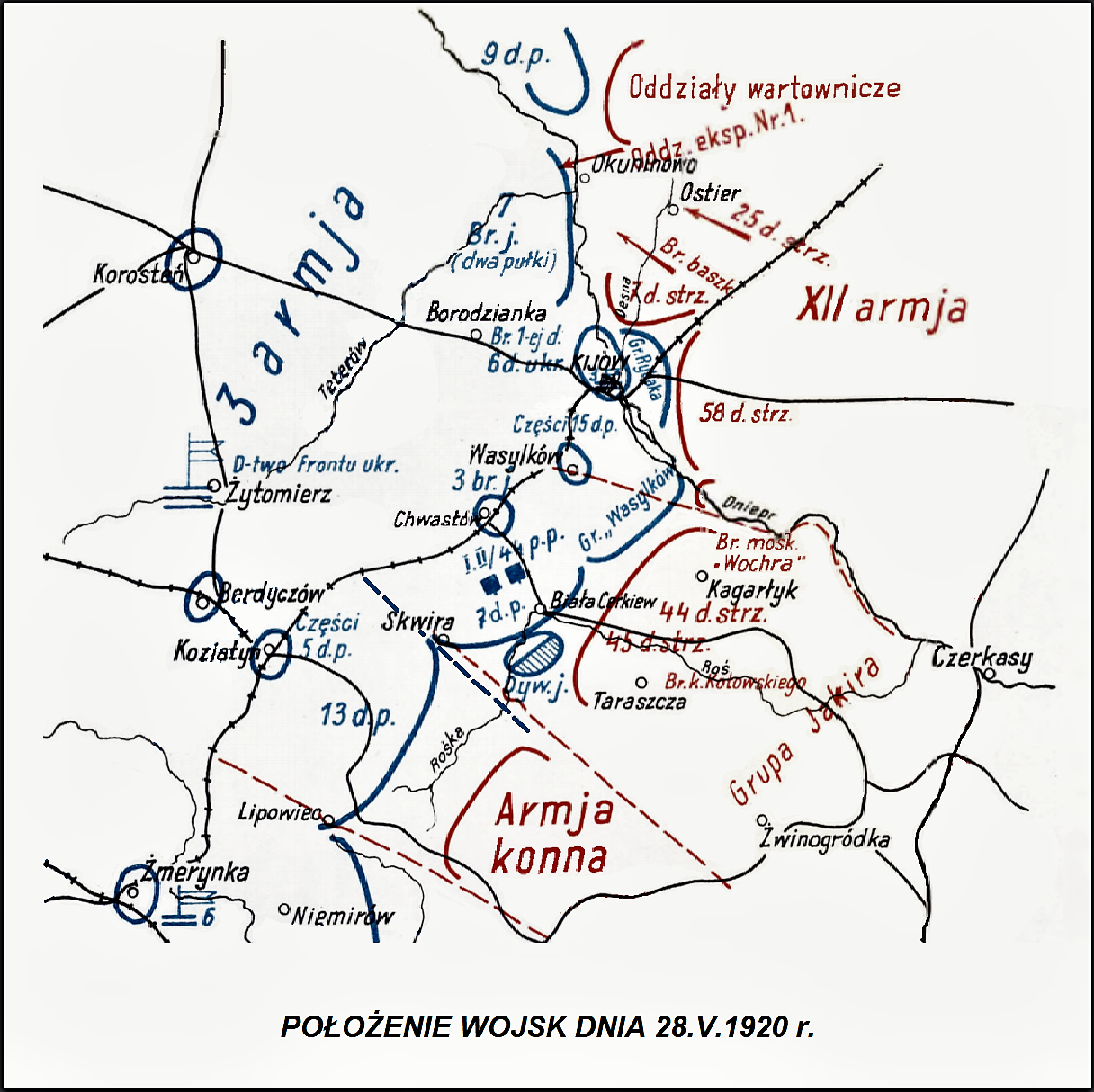
Stanisław Rutkowski, Pierwsze walki z Armią Konną pod Koziatynem

Po zakończeniu polskiej ofensywy na Ukrainie 11 pułk piechoty  mjr. Aleksandra Zawadzkiego stanął w Fastowie jako odwód 3 Armii.
27 maja  pułk otrzymał rozkaz wymarszu do Gołogór, by tam wesprzeć obronę 26 pułku piechoty z macierzystej 7 Dywizji Piechoty. W tym czasie 26 pułk piechoty walczył z oddziałami sowieckiej Grupy Jony Jakira. Wspierani przez trzy pociągi pancerne sowieccy strzelcy główne uderzenie wykonali na II/26 pułku piechoty. Ten nie wytrzymał uderzenia i po siedmiu godzinach walk zaczął się cofać. Dowódca pułku, nie mając odwodu, zmuszony był zarządzić odwrót.
Stacjonujący w Gołogórach sztab XIII Brygady Piechoty sprecyzował zadanie podległym oddziałom na dzień następny, z którego między innymi wynikało, że przybyły na pole bitwy 11 pułk piechoty (bez II batalionu i 2 kompanii) ma nacierać na Ciepielówkę i Mołodeckaję i zdobyć je. Licząca około 700 żołnierzy i 18 ckm-ów grupa uderzeniowa 11 pp rano 28 maja opuściła Gołogóry i około południa osiągnęła Chrapacze . Jako wsparcie dowódca XIII BP, płk Michał Zienkiewicz, przydzielił Grupie mjr. Zawadzkiego pociąg pancerny „Paderewski”.
Nocą z 28 na 29 maja dwa bataliony 11 pułku piechoty rozpoczęły marsz w kierunku obiektów ataku. Pociąg pancerny „Paderewski" miał wyjechać z Białej Cerkwi rano z takim wyliczeniem, aby pojawić się przed południem na przewidywanym polu bitwy. Maszerująca drogami polnymi, pod osłoną wysokich zbóż, piechota dotarła nad ranem do Błaszczowic, a ubezpieczenia bojowe zajęły wioskę. Stąd I/11 pułku piechoty uderzył na Ciepielówkę, a dwie kompanie III batalionu na Mołodeckaję. Mozolnie prowadzone, pod silnym ogniem przeciwnika, natarcie po kilku godzinach dało pozytywne rezultaty i Polacy opanowali obie te miejscowości. Nieprzyjaciel wycofał się na nasyp kolejowy i tutaj stawiał zdecydowany opór. Sowieckich strzelców wspierały ogniem trzy pociągi pancerne, które nadjechały od strony Karapysz.
Kiedy zmęczone bataliony 11 pp zaczęły wycofywać się do wsi, ruszył za nimi silny kontratak sowiecki. Do ataku przeszły także oddziały desantowe wysadzone z pociągów pancernych. Wśród polskich żołnierzy wybuchło zamieszanie. Panikę w szeregach I batalionu opanował adiutant pułku por. Michał Hoffman. Polacy zdołali utrzymać obie miejscowości do 15.00, kiedy to nadciągnęły bataliony 26 pułku piechoty z 6 baterią 7 pułku artylerii polowej. Gdy ostrzelane przez polską baterię sowieckie pociągi pancerne odjechały, nieprzyjaciel zrezygnował z kontynuowania walki i wycofał się. Z powodu awarii technicznej pociąg pancerny „Paderewski” przybył na pole walki dopiero wieczorem. Rano 30 maja 11 pułk piechoty wrócił do odwodu. W odzyskanych miejscowościach pozostały pododdziały 26 pułku piechoty.